# Les Rascals
Ne doit pas être confondu avec The Rascals.
Pour l’article homonyme, voir Rascal.
Pour plus de détails, voir Fiche technique et Distribution.
Les Rascals est un film français réalisé par Jimmy Laporal-Trésor, sorti en 2022.
Il s'agit du premier long métrage du réalisateur,.
Il est présenté au Festival du cinéma américain de Deauville 2022.

## Synopsis
Paris, 1984. Une jeune bande banlieusarde, appelée « Les Rascals », aime passer leur temps à faire la fête et à draguer en pleine capitale. Un moment à l'autre, ils finissent par remarquer la venue des boneheads qui se montrent ultra-violents : c'est le début du chaos entre ce mouvement d'extrême-droite et les Rascals.

## Fiche technique
Sauf indication contraire, les informations mentionnées dans cette section peuvent être confirmées par les bases de données cinématographiques IMDb et Allociné,  présentes dans la section « Liens externes ».
- Titre original : Les Rascals
- Réalisation : Jimmy Laporal-Trésor
- Scénario : Sébastien Birchler, Jimmy Laporal-Trésor et Virak Thun
- Musique : Delgres
- Décors : Samuel Teisseire
- Costumes : Laurence Benoit
- Photographie : Romain Carcanade
- Son : Maxime Berland[6]
- Montage : Riwanon Le Beller
- Production : Violaine Barbaroux, Nicolas Blanc, Manuel Chiche et Sarah Egry[1]
- Sociétés de production : Agat films et Spade ; France 2 Cinéma (coproduction)
- Société de distribution : The Jokers Films[1]
- Budget : 2,8 millions euros[7]
- Pays de production :  France
- Langues originales : français, créole[2]
- Format : couleur
- Genre : action, policier
- Durée : 100 minutes[1]
- Dates de sortie :
  - France : 3 septembre 2022 (Festival du cinéma américain de Deauville)[1] ; 11 janvier 2023 (sortie nationale)[8]
- Classification :
  - France : Interdit aux moins de 12 ans lors de sa sortie en salles et à la télévision.

## Distribution
- Jonathan Feltre : Rudy
- Angelina Woreth : Frédérique
- Missoum Slimani : Rico
- Victor Meutelet : Adam
- Marvin Dubart : Mandale
- Taddeo Kufus : Boboche
- Jonathan Eap : Sovann
- Émerick Mamilonne : Mitch
- Mark Grosy
- Mylène Wagram
- Pierre Cevaer
- Guillaume Marquet
- Théo Cholbi
- Kevin Moulin
- Faustine Koziel
- Rachid Yous
- Sidney : le maitre de cérémonie

## Production
Début avril 2022, on apprend que Victor Meutelet fait partie de cette distribution.
Le tournage débute le 7 juin 2021, en région parisienne, dont aux Ulis, en Essonne, pour le parc urbain et la résidence du Jardin des Lys. Il devrait s'achever le 23 juillet.

## Accueil

### Sorties
La sortie est prévue le 23 novembre 2022, et repoussée au 11 janvier 2023. Le film réalise 22.510 entrées dans 137 salles sur sa semaine de présence, soit 164 entrées/écran

### Critique
Le film a été globalement bien accueilli par la critique avec une moyenne de 3,4 sur Allociné.
Pour Ecran Large, « Les Rascals raconte des oppressions passées pour parler tout haut du racisme actuel, et si le film est d'entrée de jeu hésitant, il ne cesse de monter en régime jusqu'à un final dont la violence touche cruellement juste. »
Pour CNews, Jimmy Laporal-Trésor « signe ce qui est, à coup sûr, l’un des meilleurs films de ce début d’année, empli d’une énergie folle et d'un sentiment constant de liberté. »
Pour Culturopoing « Jimmy Laporal-Trésor livre avec "Les Rascals" un premier long métrage qui dépose au sein du cinéma français une sorte de petite bombe à fragmentation dont on ne ressort pas indemnes. »
Sur 20 Minutes « Les Rascals offre un divertissement spectaculaire pour dénoncer la montée du racisme. »
Pour Cinemateaser Jimmy Laporal-Trésor signe un « Préquel à SOLDAT NOIR et à BLACK MAMBAS, l’imminente série sur le thème des affrontements avec les bandes zulus, LES RASCALS pose un univers, historique, réaliste, et pourtant romanesque, au point qu’il fait l’examen de conscience de la société française, à l’aune de l’actuelle montée de l’extrême droite dans le pays. Premier film oui, mais des décors aux costumes, en passant par la psychologie de la France de l’époque, le travail de recherche est admirable et la reconstitution, jamais scolaire, est spectaculaire. »
Pour Libération les Rascals « avancent avec brio entre un romanesque spectaculaire et un réalisme sans concession et retrace la montée des violences et du racisme entre bandes rivales du milieu des années 80. Un souffle de fraîcheur sur le cinéma(...) Donnant sa chance à la fable, Jimmy Laporal-Trésor nous montre avec panache comment on entre dans le cinéma français : en force et en liberté. »
Sur Télérama, on peut lire que « Jimmy Laporal-Trésor a 46 ans et le vent en poupe. » et qu'il sera « un cinéaste qui va compter ».
De son côté, Maximilien Pierrette d'Allociné avoue qu'« on pense aux Guerriers de la nuit et même à West Side Story face à cette guerre des gangs dans le Paris des années 80, ainsi qu'à des films français tels que La Haine, mais le résultat possède sa propre identité, et ne met pas longtemps à l'affirmer ».

### Box-office
| Pays ou région | Box-office     | Date d'arrêt du box-office | Nombre de semaines |
| -------------- | -------------- | -------------------------- | ------------------ |
| France         | 37 415 entrées | 28 mars 2023               | 11                 |
| Total mondial  | 137 811 $      | -                          | -                  |

## Distinction

### Sélection
- Festival du cinéma américain de Deauville 2022 : section « Fenêtre sur le cinéma français »